# Крестовница морская
Кресто́вница морска́я (лат. Crucianēlla marītima) — многолетнее травянистое растение, вид рода Крестовница (Crucianella) семейства Мареновые (Rubiaceae).

## Ареал и среда обитания
Средиземноморский вид. Произрастает в западной части средиземноморского региона. В Испании отмечен в провинциях Аликанте, Кастельон, Таррагона, Валенсия, Андалусия и на Балеарских островах. Для роста, как правило, выбирает прибрежные песчаные дюны.

## Ботаническое описание
Многостебельный полукустарник высотой до 50 см. Стебли деревянистые у основания, беловатого цвета.
Листья мутовчатые длиной от 4 до 10 мм, шириной до 4 мм, растут очень плотно, наложены друг на друга.
Цветки обоеполые, жёлтого цвета; соцветие в форме колоса, высота которого от 2 до 6 см, с прицветниками, похожими на листья.
Размножается семенами.

## Охрана
Согласно классификации Международного союза охраны природы, вид отнесён к категории видов находящихся под наименьшей угрозой.

## Синонимика
Согласно данным The Plant List
- Crucianella erecta Shecut
- Crucianella maritima subsp. rupestris (Guss.) Nyman
- Crucianella rupestris Guss.
- Rubeola maritima (L.) Moench